# National Electric Power Authority
National Electric Power Authority est une organisation gouvernementale du Nigeria fondé en 1973. Chargée de la fourniture d'électricité au Nigeria de, elle s'appelle par la suite PHCN (Power Holding Company of Nigeria) et disparait en 2013 à la suite de la privatisation de ce secteur. 
Son acronyme NEPA donne lieu à un surnom ironique par la population : Never Expect Power Again.